# دان هينينج
دان هينينج (بالإنجليزية: Dan Henning)‏ هو مدير فني أمريكي، ولد في 21 يونيو 1942 في ذا برونكس في الولايات المتحدة.

## وصلات خارجية
- دان هينينج على موقع مرجع كرة القدم المحترفة.كوم (الإنجليزية)